# 西圣伊扎贝尔
西圣伊扎贝尔是巴西巴拉那州的一个市镇。总面积321.169平方公里，总人口11753人，人口密度36.6人/平方公里。